# باشاليس ستايكوس
باشاليس ستايكوس (باليونانية: Πασχάλης Στάικος) (2 أغسطس 1996 بذراما في اليونان - ) هو لاعب كرة قدم يوناني في مركز الوسط.

## وصلات خارجية
- باشاليس ستايكوس على موقع الاتحاد الأوربي (الإنجليزية)
- باشاليس ستايكوس على موقع قاعدة بيانات كرة القدم.إي يو (الإنجليزية)
- باشاليس ستايكوس على موقع Soccerway.com (الإنجليزية)